# Pedro Luis de Borja (capitão-geral da Igreja)
Pedro Luis de Borja (1432 - 26 de setembro de 1458) foi o irmão mais novo de Rodrigo Bórgia e sobrinho do cardeal Alonso de Borja, que em 1455 tornou-se o Papa Calisto III. Ele foi conhecido como Don Pedro Luis.
Embora não fosse um sacerdote, mas um leigo, logo após a elevação de seu tio para o papado, acumulou vários cargos e honrarias. Na primavera de 1456, foi nomeado capitão-geral da Igreja e castelão de Santo Ângelo; no outono do mesmo ano, o Papa o fez governador de Terni, Narni, Todi, Rieti, Orvieto, Spoleto, Foligno, Nocera, Assisi, Amelia, Civita Castellana, e Nepi, e no início de 1457 as governações das províncias de Patrimônio e Toscana foram acrescentados a estes.  Ao mesmo tempo, seu irmão mais velho, Rodrigo Bórgia foi criado cardeal diácono, comandante-em-chefe das tropas papais e vice-chanceler da Santa Igreja Romana, enquanto outro parente Luis Juan de Milà y Borja também foi elevado ao cardinalato. Essas promoções rápidas de jovens parentes do papa espanhol Calisto III foram criticadas por muitos cardeais mais velhos (por exemplo, Domenico Capranica) e reuniu-se também com a oposição da xenófoba população romana.  A oposição aos Bórgias veio principalmente da família Orsini. Sua inimizade para com eles aumentou quando Don Pedro Luis foi enviado para recuperar para a Igreja algumas fortalezas mantidas pelos Orsini; e em 19 de agosto de 1457, foi nomeado prefeito de Roma, na sucessão de Antonio Orsini.  Para contrabalançar os Orsini, Calisto III se alinhou com a família Colonna, os adversários de Orsini, mas o plano de casamento de Dom Pedro Luis com uma Colonna nunca foi realizado. 
Dizia-se que o Papa Calisto III queria fazê-lo imperador de Constantinopla, após a recuperação dos turcos. 
Don Pedro Luis era odiado pelos romanos, assim quase todos os parentes e aliados de Calisto III, chamados de "catalães", devido à sua origem espanhola.  Em 6 de agosto de 1458, no mesmo dia em que seu tio, o Papa morreu, ele teria que precipitar para longe de Roma, porque uma revolta aberta contra os "catalães" tinha terminado. Ele morreu a caminho de Civitavecchia, deixada por quase todos os seus companheiros, possuindo apenas 26 anos de idade. 